# Thinking Rabbit
Thinking Rabbit va ser una empresa de programari situada a Takarazuka, Japó i va ser la publicadora original de Sokoban. L'empresa fusionà amb Square Company el 1986, que del seu costat fusionà el 2003 amb Enix per formar Square Enix.

## Videojocs
NEC PC-8801
- 1982: Sokoban
- 1984: Sokoban 2
- 1985: Keyhole Murder
- 1988: The Man I Love
- Datació desconeguda: Madeleine, A Clown Murder Case

Fujitsu FM-7
- 1984: T.N.T. Bomb Bomb, Sokoban 2
- 1985: Keyhole Murder

Fujitsu FM-8
- 1984: Sokoban 2

MSX2
- 1988: Casablanca, The Man I Love

Sharp X68000
- 1988: The Man I Love, Casablanca
- Datació desconeguda: A Clown Murder Case

Famicom Disk System
- 1987: Jikai Shounen Met Mag

Nintendo Entertainment System
- 1988: 8 Eyes